# Colonia Valdense
Colonia Valdense est une ville de l'Uruguay située dans le département de Colonia. Sa population est de 3 087 habitants.
Elle est l'une des villes les plus importantes du département par sa population.

## Histoire
La ville a été fondée en 1856 par des immigrants des vallées occitanes du Piémont.

## Population
| Année | Population |
| ----- | ---------- |
| 1963  | 1.665      |
| 1975  | 2.140      |
| 1985  | 2.409      |
| 1996  | 2.876      |
| 2004  | 3.087      |

Référence,: